# Остап Бендер
Оста́п Бе́ндер — літературний персонаж, головний герой романів Іллі Ільфа (Ілля Арнольдович Файнзільберг) та Євгена Петрова (Євген Петрович Катаєв) «Дванадцять стільців» і «Золоте теля».
Прототипом Остапа Сулеймана Берта Марії Бендер-бея (як персонаж сам себе назвав) слугував Осип Беньямінович Шор, брат якого належав до одного літературного кола з авторами. Походження імені «Остап Бендер» викликає багато протиріч.
У романах герой зображений пройдисвітом-авантюристом, що не хоче обрати визначений тип занять і використовує свої організаторські таланти для досягнення неординарних, індивідуалістських цілей, мірилом яких слугує багатство.
Упродовж сюжетної лінії першого роману Остап займається пошуком дванадцяти стільців у компанії їхнього незаконного спадкоємця Іполита Матвійовича Вороб'янінова, якому теща перед смертю повідомила про діаманти, сховані в одному з предметів гарнітуру. Наприкінці твору Бендера вбиває його компаньйон. Приводом для написання другого роману стали, за зізнанням самих авторів, численні листи з проханням «воскресити» великого комбінатора (прізвисько героя, часто застосоване в тексті). У «Золотому Теляті» демонструється актуальний на той час образ одержимого капіталом, подільний[прояснити] нині (та й в самому романі) на образи азартної та скупої людини. Головний герой керує групою невдах, заради отримання відкупу від підпільного мільйонера Корейка навзамін компромату. Роман завершується фіаско на кордоні та загадковим «переосмисленням сенсу буття» Остапом.
Великий комбінатор відомий на території колишнього СРСР, висловами: «А може тобі ще й ключ від квартири, де гроші лежать?», «Засідання продовжується!», «Крига скресла, панове присяжні засідателі!», «Допомагатимемо дітям. I лише дітям!», «Командувати парадом буду я!», «Мільйон на тарілочці з блакитною облямівкою». Героя широко використовують для характеризування людей як дрібних авантюристів.

## Актори, що грали Остапа Бендера в екранізаціях
- Арчіл Ґоміашвілі — «Дванадцять стільців»
- Андрій Миронов — «Дванадцять стільців»
- Сергій Юрський — «Золоте теля»
- Сергій Крилов — «Мрія ідіота» (за мотивами «Золотого Теляти»)
- Микола Фоменко — «Дванадцять стільців» (м'юзікл)
- Олег Меньшиков — «Золоте теля» (серіал)
- Френк Ленжелла — «Дванадцять стільців» (англ. "The Twelve Chairs", реж. Мел Брукс)

## Галерея

Арчіл Ґоміашвілі у ролі Бендера
Андрій Миронов у ролі Бендера
Пам'ятник Остапу Бендеру у Харкові
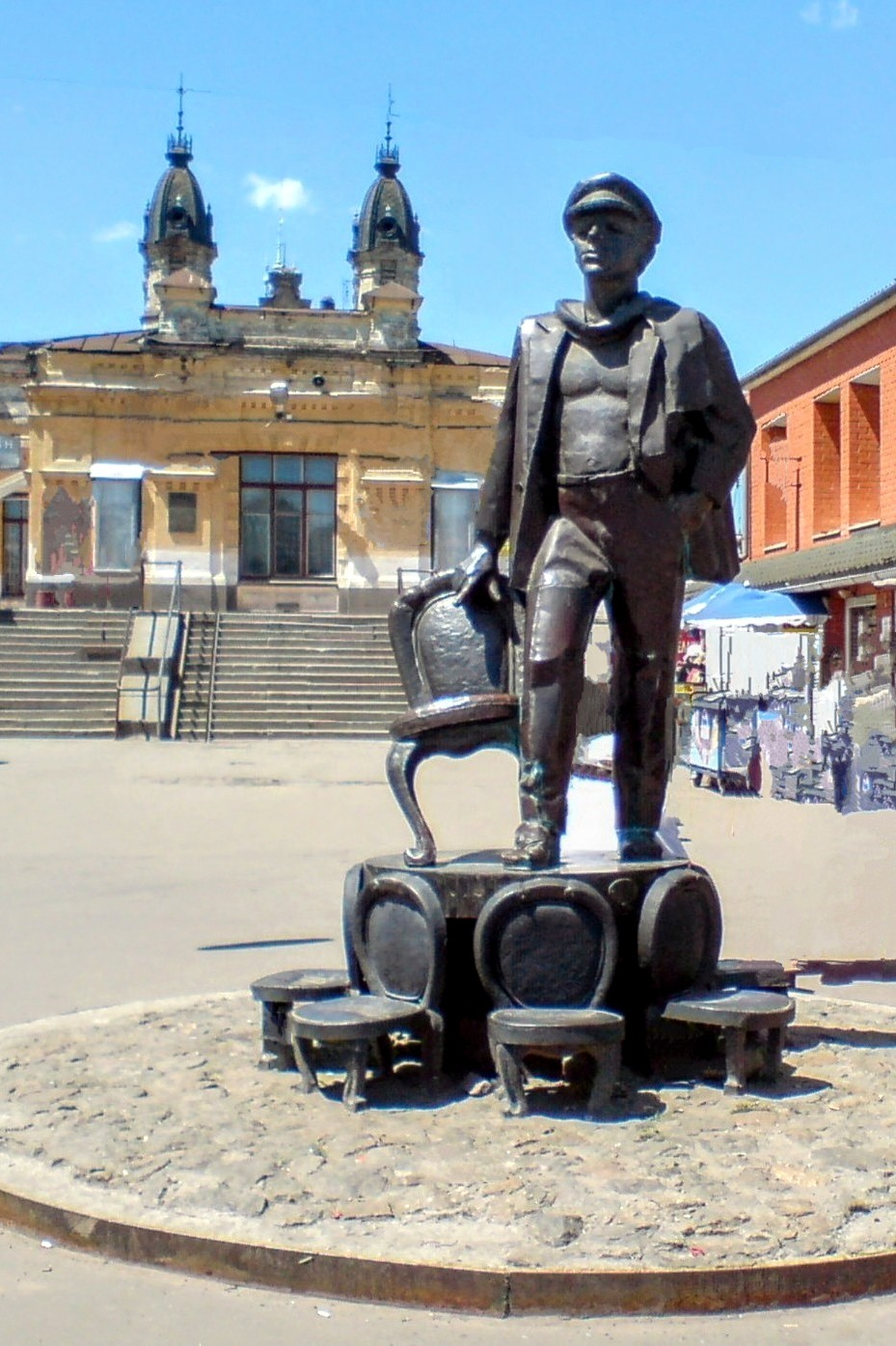
Статуя Остапу Бендеру у Жмеринці біля залізничного вокзалу